# Tripsen
Tripsen (Thysanoptera, van het Griekse thysanos rafel en pteron vleugel), ook wel als thrips gespeld, zijn kleine, dunne insecten met gerafelde vleugels. Andere vaak gebruikte namen voor tripsen zijn onweers- of donderbeestjes en blaaspotigen. Er zijn tot nu toe zo'n 7700 soorten bekend.

## Leefwijze

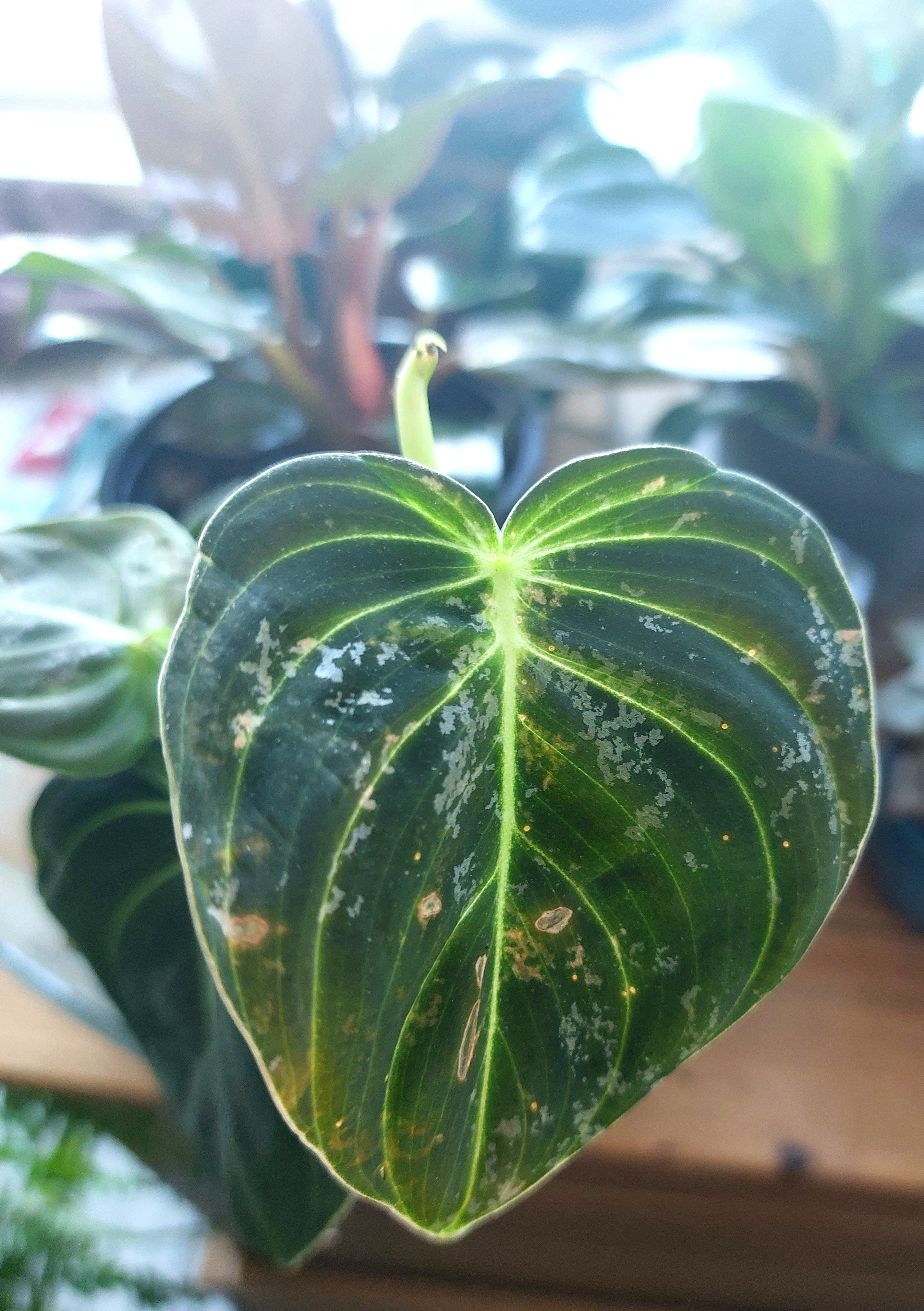
Melanochrysium aangetast door tripsen, de sporen zijn de leeggezogen cellen van de plant waar de tripsen zich mee hebben gevoed.

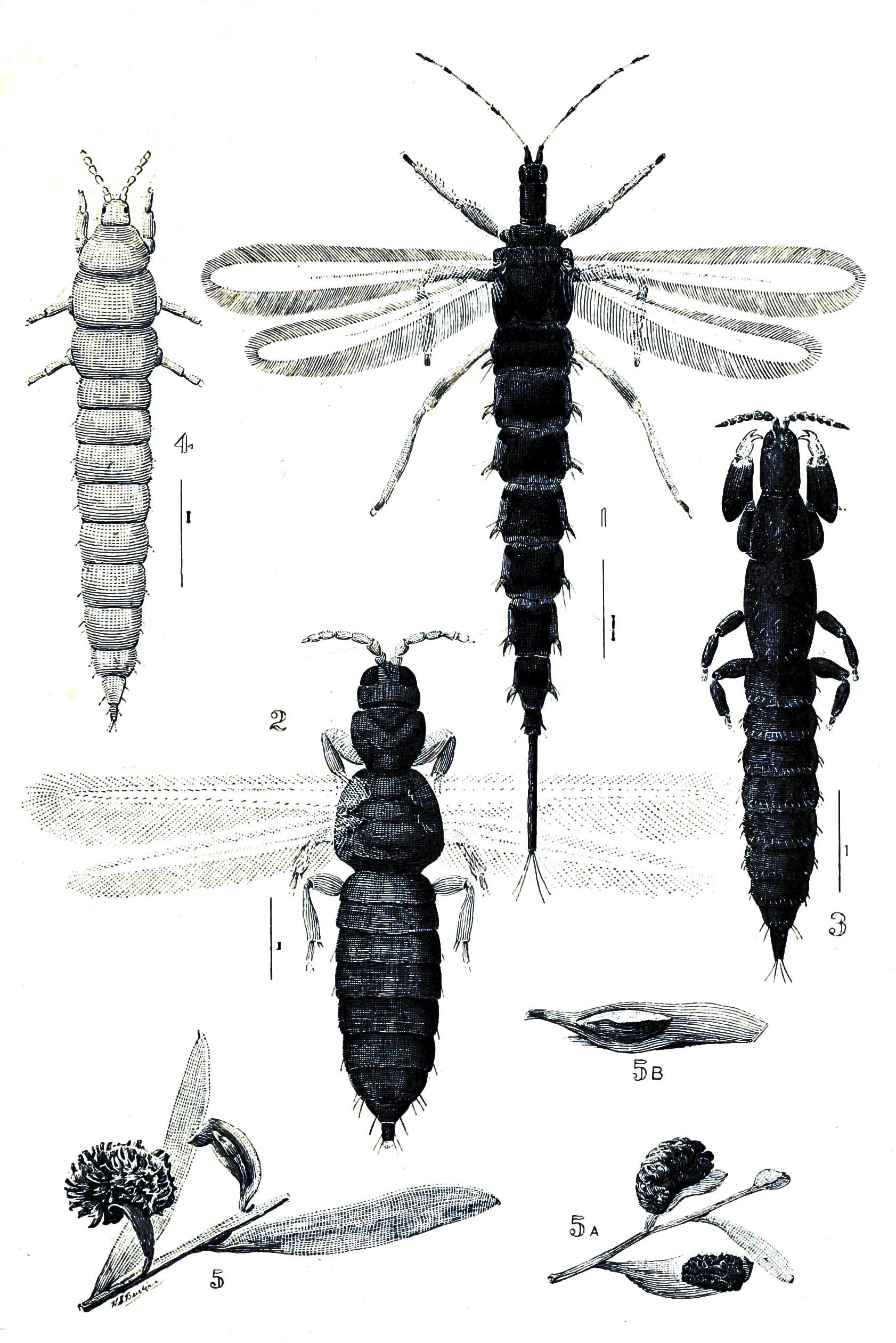
Vier Australische Tripssoorten met gallen, uit Walter W. Froggatt: Australian Insects

Tripsen voeden zich met sappen uit de cellen van verschillende soorten planten en dieren door gaatjes in de cel te prikken en de inhoud op te zuigen. Dit veroorzaakt op de bladeren zilvergrijze vlekken met kleine donkergroene vlekjes (uitwerpselen) erin en vermindert de productie van de plant. Bij een ernstige aantasting kunnen de bladeren zelfs verdrogen. Veel soorten tripsen worden hierdoor bij boeren en tuinders gezien als ongedierte omdat ze de gewassen aantasten. Andere soorten tripsen voeden zich met sappen uit andere insecten of mijten en worden nuttig bevonden, terwijl de overige zich voeden met sappen uit schimmels.
Tripsen zijn zeer klein (breedte kleiner dan 1 mm) en kunnen niet zo goed vliegen, hoewel ze door thermiek en de wind ook op grote hoogtes kunnen voorkomen. Onder gunstige omstandigheden kunnen tripsen zich snel vermenigvuldigen, waardoor ze als storend worden ervaren en als plaag worden gezien.

## Tripsen en kleine ruimtes
Tripsen staan er om bekend dat ze vaak kleine ruimtes binnendringen. Door hun geringe omvang weten ze vaak in of achter een glasplaat te kruipen. Dood of nog levend komen ze vervolgens nauwelijks meer van hun plaats af. Dat kan storend zijn bij tft-monitoren en lcd-televisies. Zodra de tripsen in de ruimte tussen het scherm en het backlight komen, zijn hun schaduwen zichtbaar. Het lijkt dan net of er dode pixels in het scherm zitten. 

## Taxonomie
De volgende taxa zijn bij de tripsen ingedeeld:
- Onderorde Terebrantia Haliday, 1836
  - Familie Aeolothripidae Uzel, 1895 (29 geslachten, 206 soorten: †6/11)
  - Familie Fauriellidae Priesner, 1949 (4 geslachten, 5 soorten)
  -  † Familie Hemithripidae Bagnall, 1923 (1 geslacht, 9 soorten)
  - Familie Heterothripidae Bagnall, 1912 (7 geslachten, 84 soorten: †3/4)
  -  † Familie Karataothripidae Sharov, 1972 (1 geslacht, 1 soort)
  -  † Familie Liassothripidae Priesner, 1949 (1 geslacht, 1 soort)
  - Familie Melanthripidae Bagnall, 1913 (6 geslachten, 76 soorten: †2/10)
  - Familie Merothripidae Hood, 1914 (5 geslachten, 18 soorten: †2/3)
  -  † Familie Moundthripidae Nel, Azar & Nel, 2007 (1 geslacht, 1 soort)
  - Familie Stenurothripidae Bagnall, 1923 (12 geslachten, 24 soorten: †9/18)
  - Familie Thripidae Stevens 1829
    - Onderfamilie Dendrothripinae Priesner, 1925 (15 geslachten, 98 soorten: †4/6)
    - Onderfamilie Panchaetothripinae Bagnall, 1912 (40 geslachten, 141 soorten: †2/5)
    - Onderfamilie Sericothripinae Karny, 1921 (3 geslachten, 152 soorten)
    - Onderfamilie Thripinae Stephens, 1829 (247 geslachten, 1718 soorten: †13/64)

  -  † Familie Triassothripidae Grimaldi & Shmakov, 2004 (2 geslachten, 2 soorten)
  - Familie Uzelothripidae Hood, 1952 (1 geslacht, 1 soort)
- Onderorde Tubulifera Haliday, 1836
  - Familie Phlaeothripidae Uzel, 1895
    - Onderfamilie Idolothripinae Bagnall, 1908 (81 geslachten, 723 soorten)
    - Onderfamilie Phlaeothripinae Uzel, 1895 (375 geslachten, 2831 soorten: †10/18)

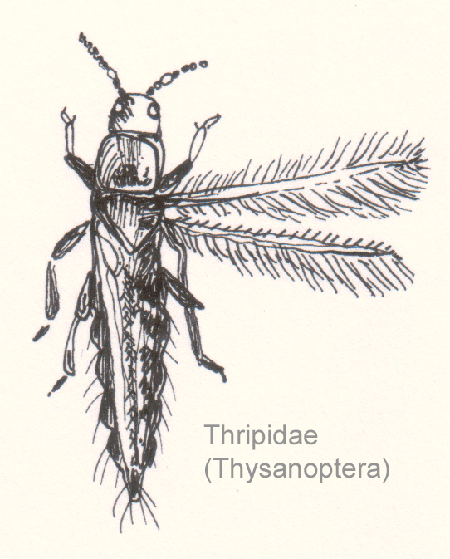
Thysanoptera